# Емил Бошнаков
Емил Велев Бошнаков е български оперен режисьор и постановчик, реализирал множество оперни спектакли на българската и международна сцена от 1960 до 2006 година.

## Кратка биография

### Образование
Емил Бошнаков е възпитаник на Московската академия за театрално изкуство. Завършва класа по оперна режисура, ръководен от професор Борис Покровски, главен режисьор на Болшой театър, народен артист на СССР.
След завършване на академичния курс като дипломант представя на сцената на Националната опера и балет в София дипломната си работа – постановка на операта „Халка“ от полския композитор Станислав Монюшко. Държавната изпитна комисия на Московската академия приема постановъчната работа с оценка „Отличен“ и удостоява Бошнаков с квалификацията „оперен режисьор“. Приет е в Болшой театър за 3-годишен стаж под ръководството на професор Покровски.
Заедно с Покровски създават постановките на оперите „Война и мир“ от Сергей Прокофиев, „Хованщина“ от Модест Мусоргски и „Китеж“ от Римски- Корсаков, етапи в развитието на оперния театър.
След завършване на стажа е назначен за режисьор-постановчик в Националната опера и балет. През 1957 г. започва работа в Софийската опера като артистичен секретар, а впоследствие е неин заместник-директор и главен художествен ръководител в периода 1980 – 1985 и 1992 – 1999 г.
С назначаването на Димитър Узунов за директор на Операта през 1972 г. престават да му се дават ангажименти в България.
От 1980 до 1992 е генерален директор и главен художествен ръководител на Държавния музикален театър „Стефан Македонски“.

### Ранни творчески стъпки
Сред първите заглавия, които провокират началните му творчески стъпки на сцената на Болшой театър в Москва, Ленинградската опера и Българската национална опера, изпъкват:
- „Халка“ от Станислав Монюшко
- „Цвета“ от маестро Георги Атанасов
- „Укротяване на опърничавата“ от Висарион Шебалин
- „Война и мир“ от Сергей Прокофиев
- „Турандот" от Джакомо Пучини
- „Садко“ от Римски-Корсаков
- „Трубадур“ от Джузепе Верди
- „Дама Пика“ от Пьотр Илич Чайковски
- „Риголето“ от Джузепе Верди
- „Хованщина" от Модест Мусоргски
- „Сказание за невидимия град Китеж“ от Римски-Корсаков
- „Борис Годунов“ от Модест Мусоргски
- „Бал с маски" от Джузепе Верди
- „Набуко" от Джузепе Верди

### Репертоар в България
В репертоара на неговите предпочитания има заглавия, които се появяват за първи път на българската оперна сцена:
- „Укротяване на опърничавата“ – от Висарион Шебалин
- „Хованщина“ – от Модест Мусоргски /в редакцията на Дмитрий Шостакович/
- „Сказание за невидимия град Китеж“ – от Римски-Корсаков
- „Набуко“ – от Джузепе Верди
- „Война и мир“ – от Сергей Прокофиев

В тези постановки участват утвърдени корифеи на българската оперна сцена, сред които Христо Бръмбаров, Михаил Попов, Михаил Люцканов, Събчо Събев, Никола Николов, Илка Попова, Георги Генов, Катя Попова, Юлия Винер, Надя Шаркова, Надя Афеян.
Редом до тях не само дебютират, а буквално изгряват младите дарования Гена Димитрова („Набуко“), Галина Савова („Сказание за невидимия град Китеж“), Александрина Милчева („Хованщина“ и „Трубадур“), Стефка Минева („Хованщина“ и „Бал с маски“), Светлана Котленко („Набуко“), Димитър Петков („Хованщина“, „Война и мир“, „Борис Годунов“), Никола Гюзелев („Турандот“ и „Хованщина“), Стоян Попов („Набуко“, „Риголето“ и „Хованщина“), Асен Селимски („Война и мир“, „Хованщина“ и „Евгений Онегин“), Стефан Еленков („Война и мир“ и „Хованщина“).

### Постановки в чужбина

#### Театър „Ла Моне“
- „Война и мир“ – Сергей Прокофиев – 1960 г.

#### Театър „Сан Карло“, Неапол
- „Садко" – Римски-Корсаков – 1961 г.
- „Хованщина“ – Модест Мусоргски – 1965 г.
- „Борис Годунов“ – Модест Мусоргски (с участието на Борис Христов) – 1970 г.

#### Гран театро дел „Лицео“, Барселона
- „Сказание за невидимия град Китеж“ – Римски-Корсаков – 1970 г.
- „Андре Шение“ – Умберто Джордано (с участието на Пласидо Доминго – солист) – 1972 г.
- „Атила“ – Джузепе Верди (с участието на Пласидо Доминго – диригент) – 1973 г.
- „Макбет“ – Джузепе Верди – 1974 г.
- „Турандот“ – Джакомо Пучини – 1975 г.
- „Набуко“ – Джузепе Верди – 1976 и 1989 г.
- „Хованщина“ – Модест Мусоргски (с участието на Хосе Карерас) – 1988/1989 г.

#### Театър „Колон“, Буенос Айрес
„Борис Годунов“ – Модест Мусоргски – 1985 г.

#### Театро „Масимо“, Палермо
- „Турандот“ – Джакомо Пучини – 1971 г.

#### Театро „Романо де Фурвие“, Лион
- „Борис Годунов“ – Модест Мусоргски – 1971 г.

#### Кралска белгийска опера, Гант
- „Трубадур“ – Джузепе Верди – 1975 г.
- „Херцогът от Алба“ – Гаетано Доницети – 1976 г.
- „Андре Шение“ – Умберто Джордано – 1977 г.

#### Държавна опера, Анкара
- „Бал с Маски“ – Джузепе Верди – 1976 г.

#### Национална опера, Каракас
- „Кармен“ – Жорш Бизе – 1977 г.
- „Любовен еликсир“ – Гаетано Доницети – 1977 г.

#### Кънектикът Опера, Хартфорд
- „Отело“ – Джузепе Верди – 1977 г.

#### Държавна опера, Любляна
- „Дон Карлос“ – Джузепе Верди – 1994 г.

#### Македонски театър и опера, Скопие
„Травиата“ – Джузепе Верди – 2002 г.

### Оперни постановки по име =
Поставени самостоятелно от Емил Бошнаков:
- „Садко“ и "Сказание за невидимия град Китеж” – на Римски-Корсаков
- „Борис Годунов“ и „Хованщина“ – Модест Мусоргски
- „Набуко" и „Трубадур“ – Джузепе Верди
- „Турандот“ – Джакомо Пучини
- „Война и мир“ – Сергей Прокофиев

Последната е поставена съвместно с Борис Покровский. Представяни са от състава на Българската национална опера в периода 1960 – 1989 година 174 пъти на най-престижните европейски оперни сцени – в Москва, Париж, Виена, Брюксел, Мадрид, Барселона, Берлин, Неапол, Палермо, Прага, Лозана, Флоренция, Страсбург.